# Zsédeny, Vas
Zsédeny  este un sat în districtul Sárvár, județul Vas, Ungaria, având o populație de 182 de locuitori (2011). 

## Demografie
Componența etnică a satului Zsédeny
     Maghiari (98,25%)
     Germani (1,75%)
Componența confesională a satului Zsédeny
     Romano-catolici (56,04%)
     Luterani (12,09%)
     Fără religie (4,4%)
     Necunoscută (27,47%)
Conform recensământului din 2011, satul Zsédeny avea 182 de locuitori. Din punct de vedere etnic, majoritatea locuitorilor (98,25%) erau maghiari, cu o minoritate de germani (1,75%).  Din punct de vedere confesional, majoritatea locuitorilor (56,04%) erau romano-catolici, existând și minorități de luterani (12,09%) și persoane fără religie (4,4%). Pentru 27,47% din locuitori nu este cunoscută apartenența confesională.